# Oriola (Portel)
Oriola ist ein Ort und eine ehemalige Gemeinde (Freguesia) im portugiesischen Kreis Portel. Die Gemeinde hatte 398 Einwohner (Stand 30. Juni 2011).
Am 29. September 2013 wurden die Gemeinden Oriola und São Bartolomeu do Outeiro zur neuen Gemeinde União das Freguesias de São Bartolomeu do Outeiro e Oriola zusammengeschlossen.